# Les Mills

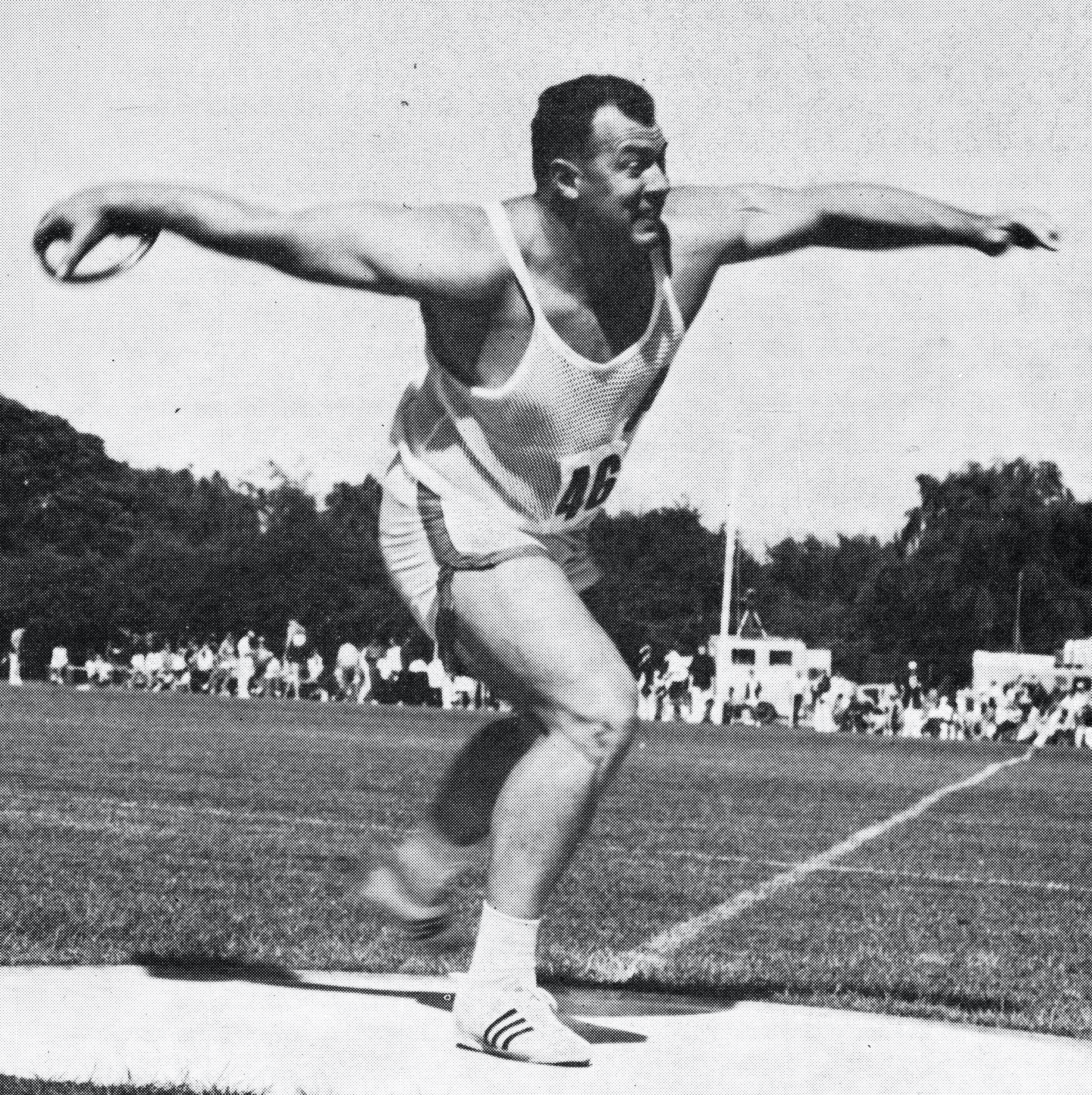
Les Mills (1967)

Les Mills (eigentlich Leslie Roy Mills; * 1. November 1934 in Auckland) ist ein ehemaliger neuseeländischer Diskuswerfer und Kugelstoßer.

## Leben
Bei den British Empire and Commonwealth Games 1958 in Cardiff gewann er Silber im Diskuswurf und wurde Siebter im Kugelstoßen. 1960 wurde er bei den Olympischen Spielen in Rom Elfter im Kugelstoßen und schied im Diskuswurf in der Qualifikation aus. 1962 folgten bei den British Empire and Commonwealth Games in Perth ein fünfter Platz im Diskuswurf und ein sechster Platz im Kugelstoßen. 
Bei den Olympischen Spielen 1964 in Tokio wurde er Siebter im Kugelstoßen und scheiterte im Diskuswurf abermals in der Vorrunde. Zwei Jahre später feierte er bei den British Empire and Commonwealth Games 1966 in Kingston mit dem Sieg im Diskuswurf und einer Silbermedaille im Kugelstoßen seinen größten Erfolg. 
1968 wurde er bei den Olympischen Spielen in Mexiko-Stadt erneut Elfter im Kugelstoßen. Bei den British Commonwealth Games 1970 in Edinburgh holte er Silber im Diskuswurf und Bronze im Kugelstoßen. Zum Abschluss seiner sportlichen Karriere kam er bei den Olympischen Spielen 1972 in München im Diskuswurf auf den 14. Platz; im Kugelstoßen kam er nicht über die Qualifikation hinaus.
1968 gründete er sein erstes Fitnessstudio. Zusammen mit seinem Sohn Phillip Mills, einem ehemaligen Hürdenläufer, entwickelte er in den 1980er Jahren Gruppenfitnessprogramme.
Von 1990 bis 1998 war Les Mills Bürgermeister von Auckland. Phillip Mills gründete 1997 zur internationalen Vermarktung der Fitnessprogramme das Unternehmen Les Mills International.

## Persönliche Bestleistungen
- Kugelstoßen: 19,80 m, 3. Juli 1967, Honolulu
- Diskuswurf: 61,52 m, 3. Januar 1971, Auckland